# 上尾市消防本部
上尾市消防本部（あげおししょうぼうほんぶ）は、埼玉県上尾市の消防部局（消防本部）。管轄区域は上尾市と伊奈町全域。
2014年（平成26年）7月1日に伊奈町消防本部（伊奈町）と消防広域化協議会を設置し、消防の広域化の検討を行っていた。その結果、2022年（令和4年）10月7日に協議書の調印式が行われ、伊奈町（消防本部）が上尾市（消防本部）へ事務委託するという形で広域化が決定した。2023年（令和5年）4月1日に伊奈町消防本部は東消防署伊奈分署となり、伊奈町全域が管轄区域に加わった。

## 概要
- 消防本部：上尾市大字上尾村537
- 管内面積：60.3km2
- 職員定数：328人
- 消防署2カ所、分署5カ所
- 主力機械（2021年4月1日現在※伊奈町の車両含まず）
  - 普通消防ポンプ自動車（非常用を含む）：7
  - 水槽付消防ポンプ自動車：6
  - はしご付消防自動車：1
  - 屈折はしご付消防自動車：1
  - 化学消防自動車：1
  - 救急自動車（非常用を含む）：8
  - 救助工作車：2
  - 指令車：1
  - 指揮車：2
  - 資機材搬送車：1
  - 重機・重機搬送車(総務省消防庁貸与車両)：1
  - 警防車：1
  - 査察指導車：1
  - 連絡車：6
  - 調査車：1
  - 総務車：1
  - ボート積載車：1

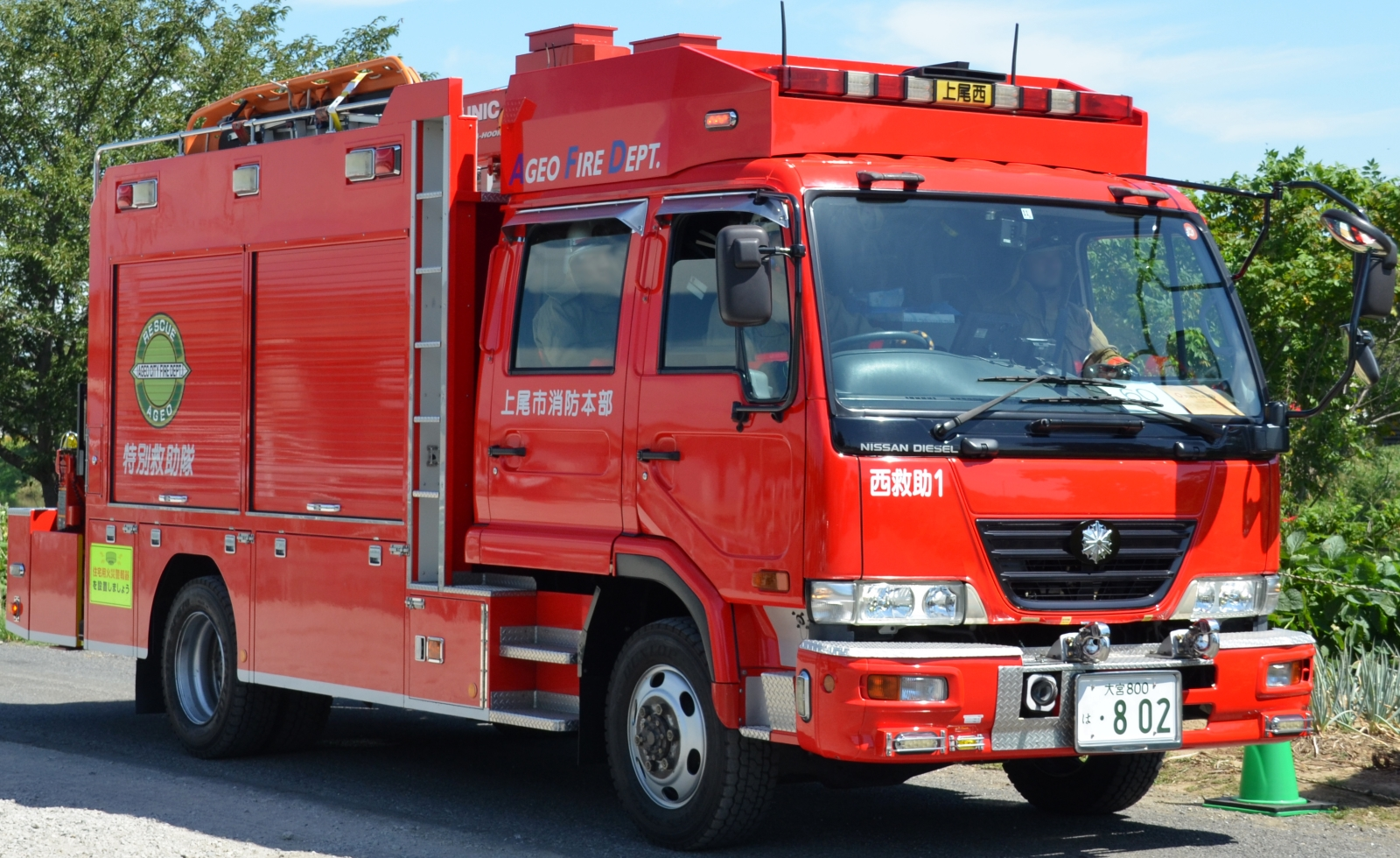
救助工作車
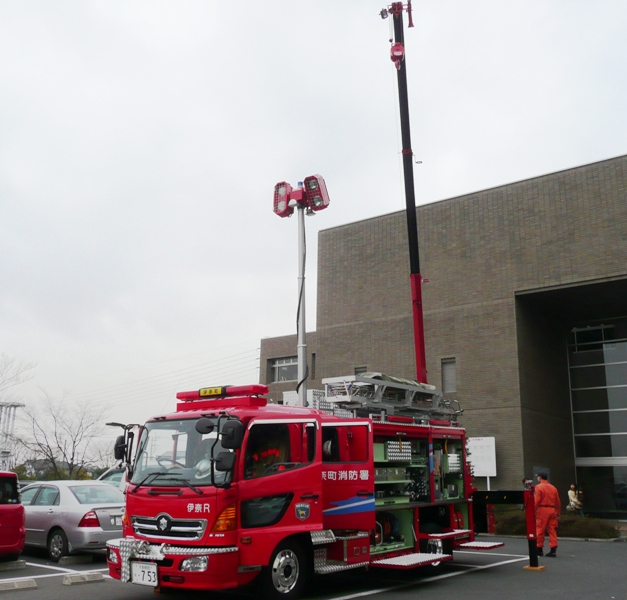
救助工作車（伊奈町消防本部時代）
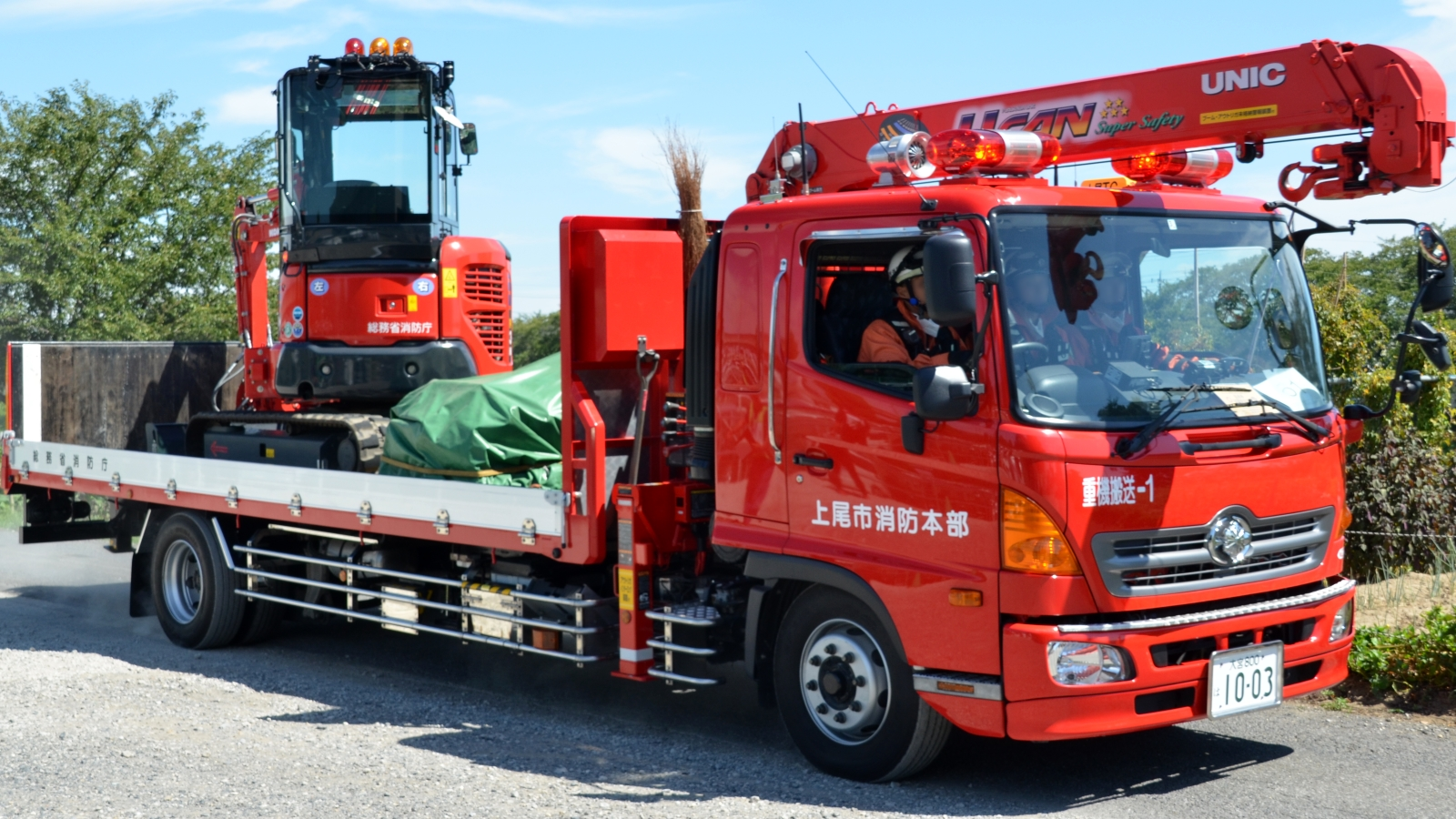
重機搬送車

## 沿革
- 1965年
  - 4月1日　大字上尾宿263番地の場所に上尾市消防本部・上尾市消防署を開設[4][5]。
  - 7月15日　消防庁舎が上町2-14-19（旧大字上尾村80番地）の場所に移転。
- 1966年10月1日　救急業務を開始。
- 1974年4月1日　西分署を開設。消防・救急業務を開始。
- 1975年12月24日　化学消防車を消防署に配備。
- 1978年2月23日　救助工作車を消防署に配備。
- 1979年4月1日　東分署を開設。消防・救急業務を開始。
- 1983年11月1日　消防本部・消防署庁舎が現在地に移転。
- 1988年4月15日　南分署を開設。消防業務を開始。
- 1989年4月1日　南分署で救急業務を開始。
- 1994年4月1日　北分署を開設。消防業務を開始。
- 1995年2月27日　高規格救急車を消防署に配備。
- 1995年4月1日　北分署で救急業務を開始。
- 2001年6月29日　上尾市消防音楽隊が発足。
- 2005年
  - 4月1日　平方分署を開設。消防業務を開始。
  - 9月1日　西分署を大石分署に、東分署を原市分署に、南分署を大谷分署に、北分署を上平分署に改称。
- 2006年4月1日　平方分署で救急業務を開始。
- 2008年1月1日　大石分署を廃止し、中分1丁目232番地に西消防署を開設する。また、上尾市消防署を東消防署に改称。
- 2013年3月2日　消防本部内に高機能消防指令システムを設置と上尾市・伊奈町消防通信指令事務協議会・指令センターを開設。それに伴い、伊奈町消防本部管内の119番の受付及び通信指令業務を開始。
- 2023年4月1日　消防の広域化に伴い、伊奈町消防本部を編入。東消防署伊奈分署となり、管轄区域に伊奈町全域が加わった。また、西消防署に指揮担当を新設。
- 2025年1月19日　 高度救助隊が発足する。

## 組織
- 本部 - 総務課、予防課、警防課、指令課
- 東消防署 - 管理課、消防第一課、消防第二課
- 西消防署 - 消防第一課、消防第二課

## 消防署
| 消防署   | 住所          | 分署                                                           |
| -------- | ------------- | -------------------------------------------------------------- |
| 東消防署 | 大字上尾村537 | 原市：大字瓦葺1139 上平：大字上1573-1 伊奈：伊奈町大字小室4885 |
| 西消防署 | 中分一丁目232 | 大谷：大字大谷本郷908-8 平方：大字平方1713-1                   |

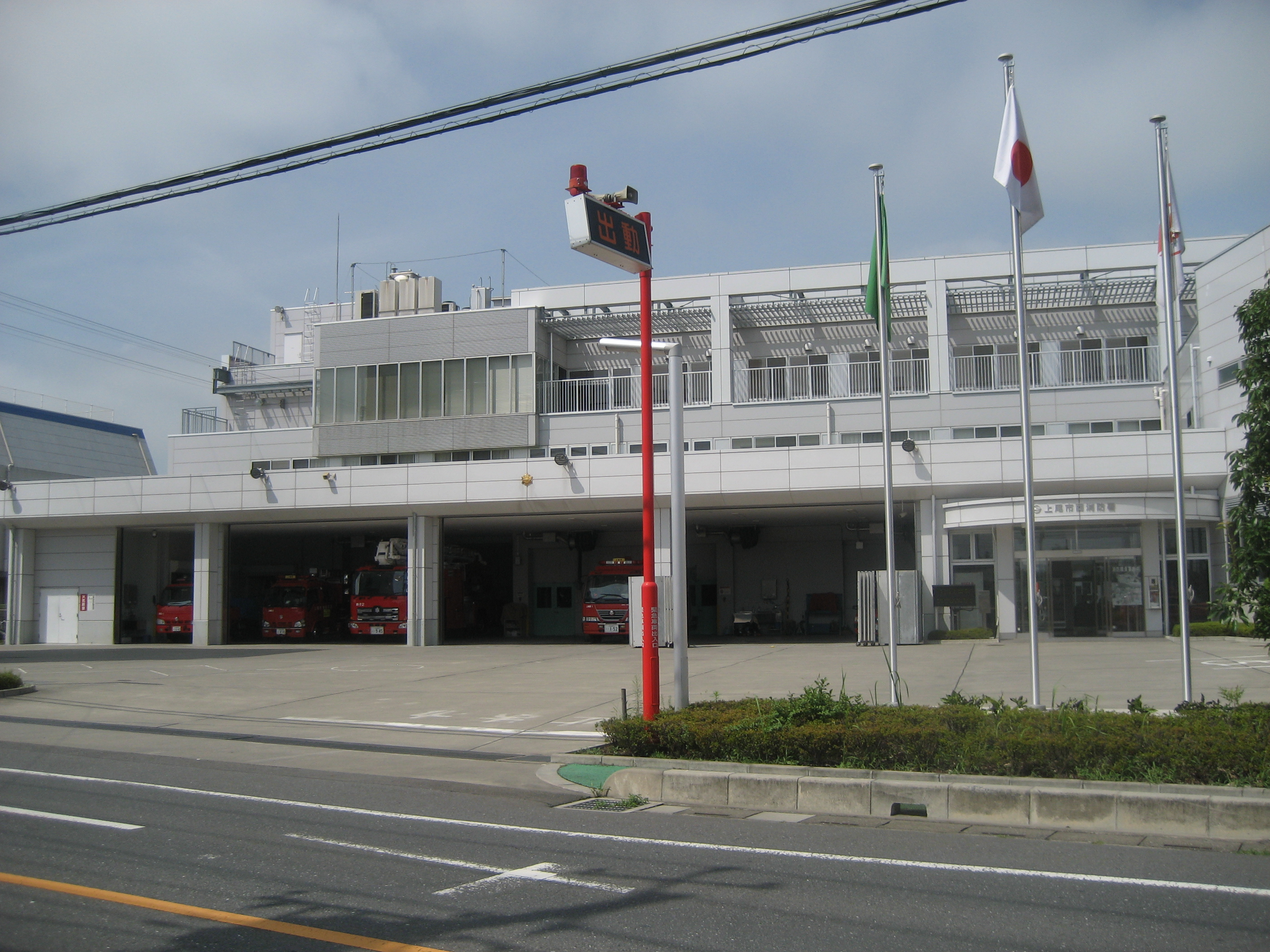
西消防署
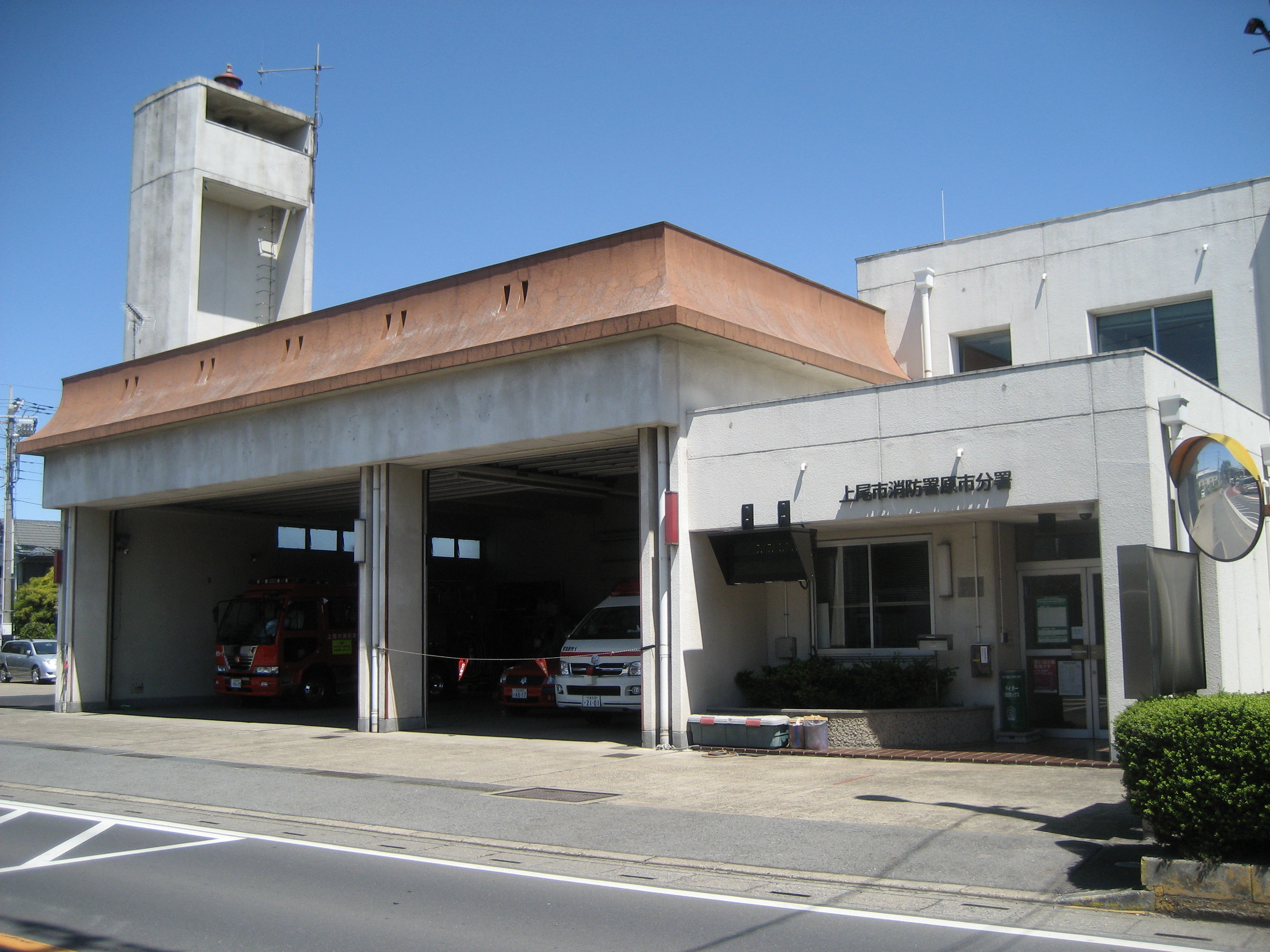
東消防署原市分署
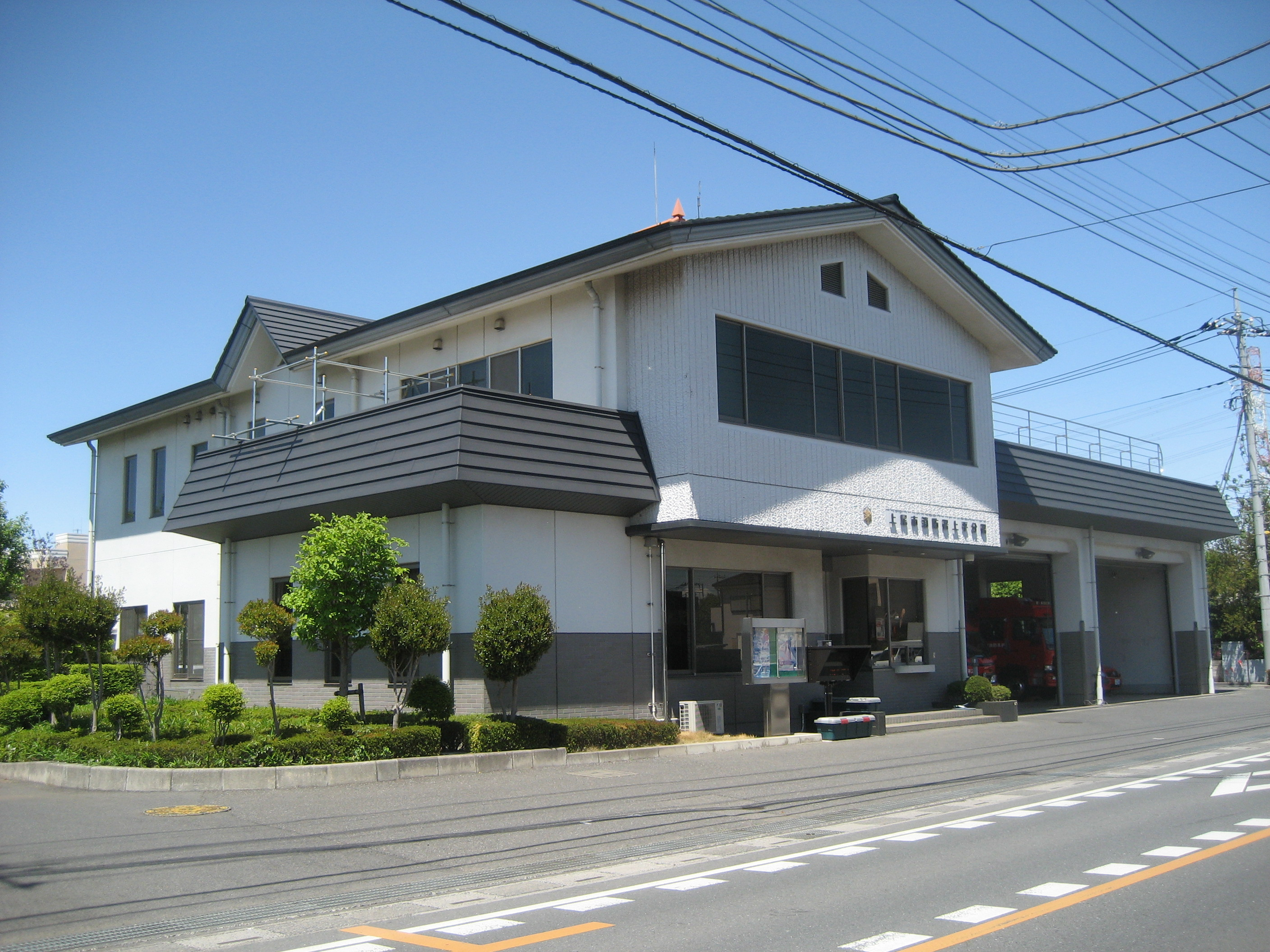
東消防署上平分署
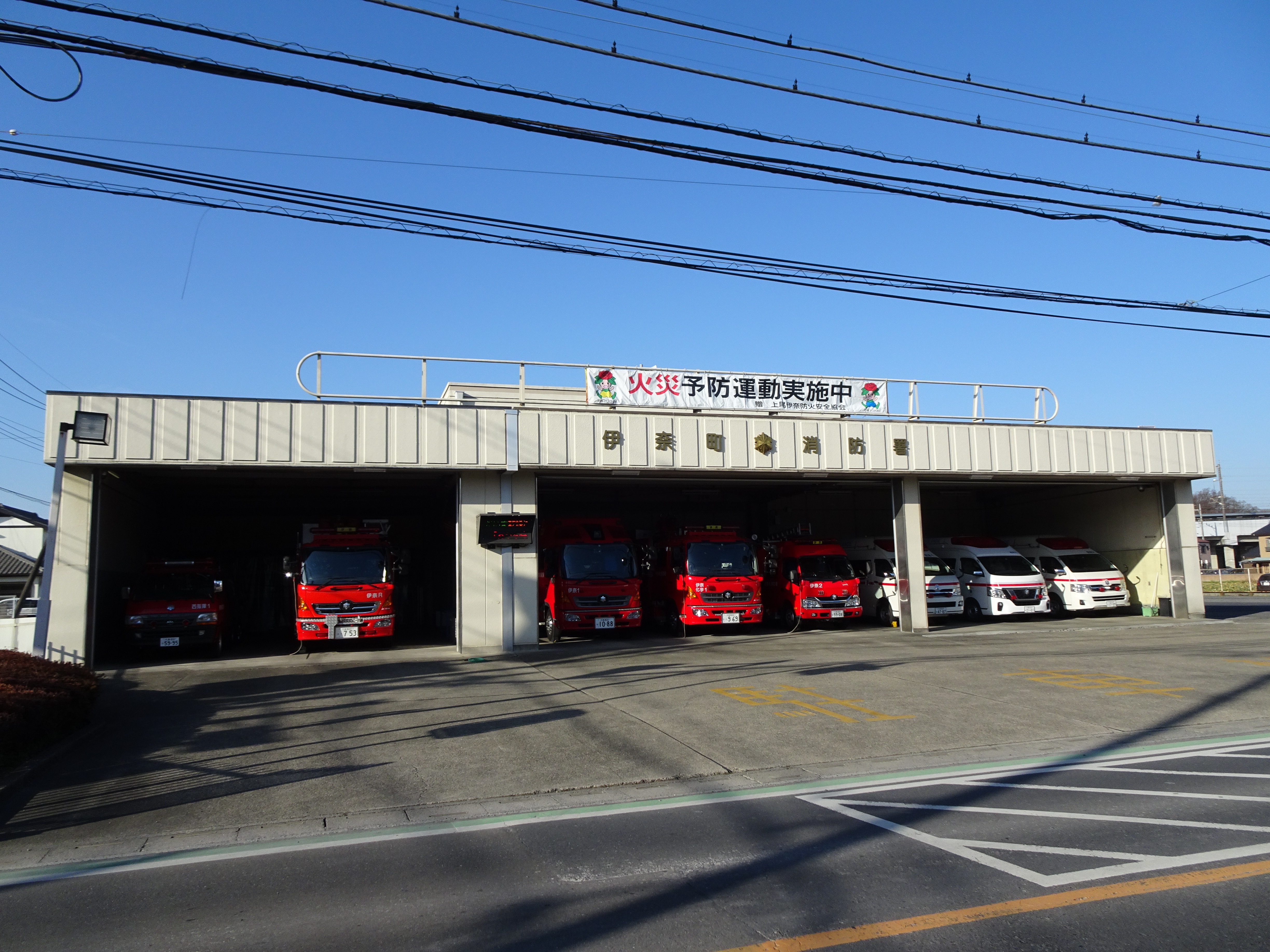
東消防署伊奈分署
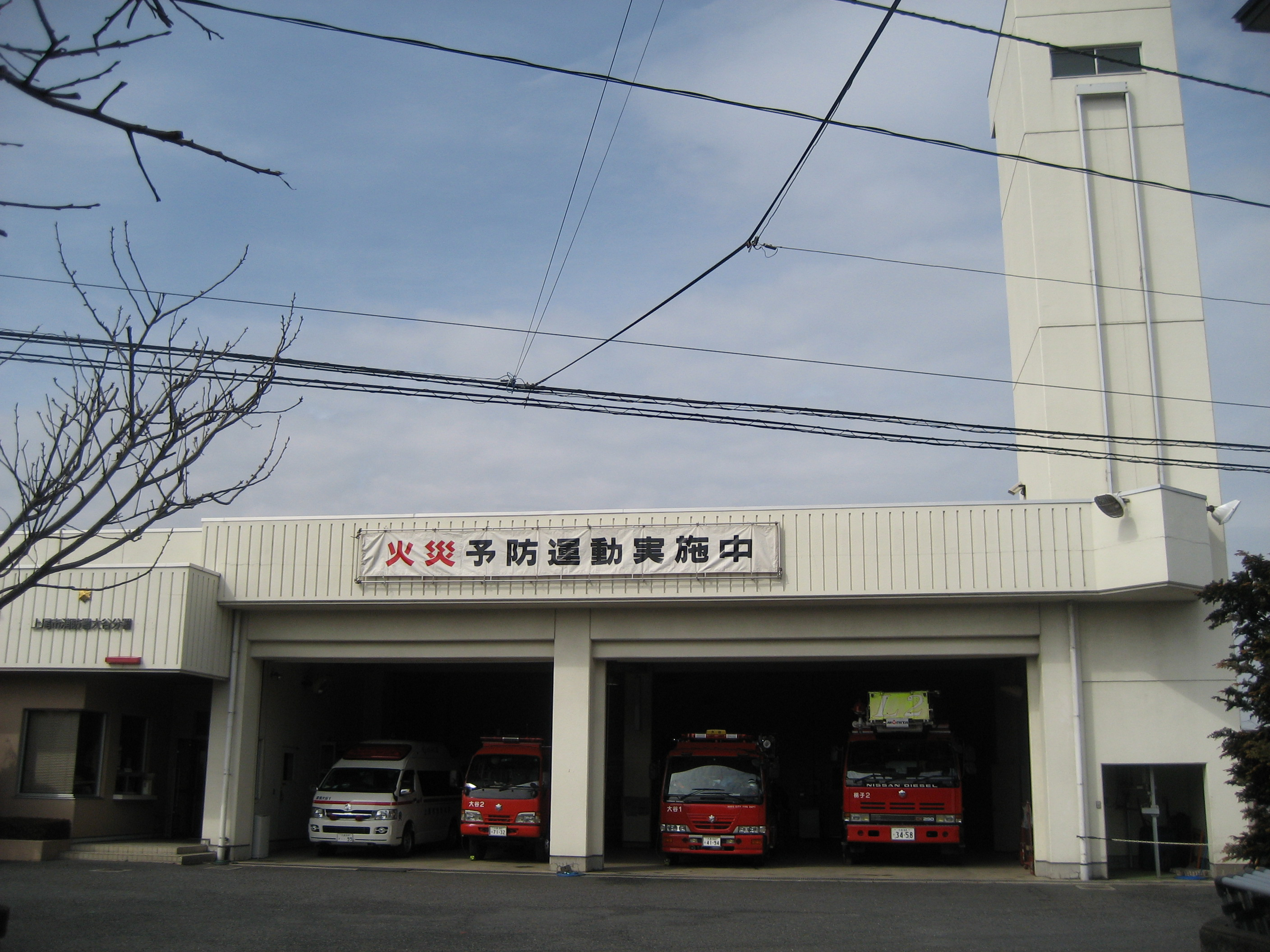
西消防署大谷分署
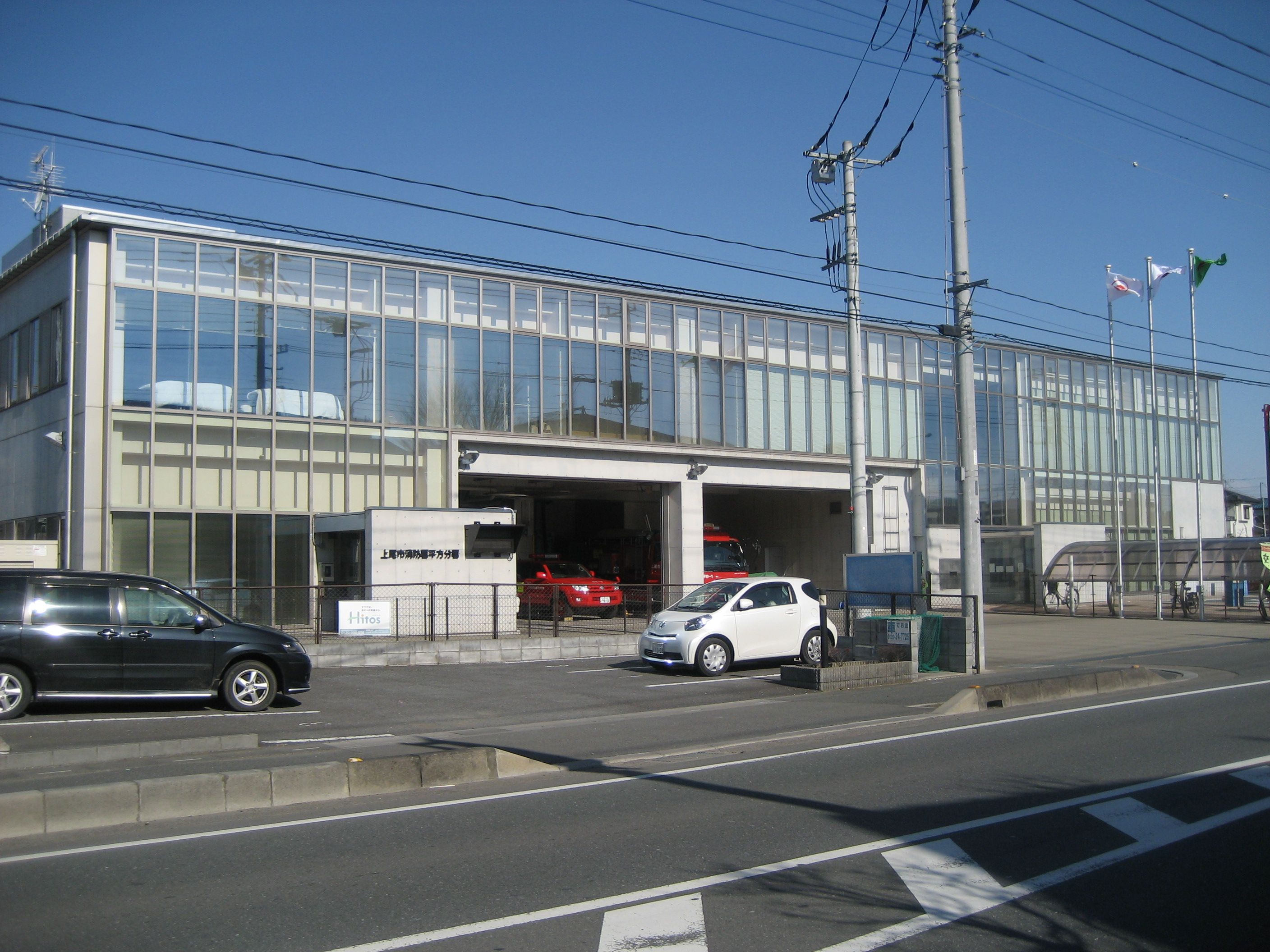
西消防署平方分署